# Ajdar Zakarin
Ajdar Zakarin (Lipetsk, 19 april 1994) is een Russisch voormalig wielrenner die in 2017 zijn carrière afsloot bij Lokosphinx. Hij is de broer van wielrenner Ilnoer Zakarin.

## Carrière
In 2012 werd Zakarin samen met Aleksej Koerbatov, Andrej Sazanov en Dmitri Strachov derde op het wereldkampioenschap ploegenachtervolging voor junioren. Vier dagen later werd hij achter Chun Wing Leung tweede op het onderdeel puntenkoers.
In 2015 werd Zakarin achter Artjom Nytsj en Nikolaj Tsjerkasov derde op het Russisch wegkampioenschap voor beloften. Aan het eind van dat jaar tekende hij een contract bij RusVelo. Zijn debuut voor zijn nieuwe ploeg, die in 2016 Gazprom-RusVelo heette, maakte hij in de Grote Prijs van de Etruskische Kust, waar hij op plek 77 eindigde. In maart 2017 werd zijn contract bij Gazprom-RusVelo beëindigd, waarna hij in juni bij Lokosphinx terechtkwam. Namens die ploeg eindigde hij onder meer op plek 38 op het nationale kampioenschap en werd hij vijftigste in de Prueba Villafranca de Ordizia, alvorens aan het eind van het seizoen zijn carrière te beëindigen.

## Resultaten in voornaamste wedstrijden
|      | \| Jaar \| Ronde van Lombardije \| \| ---- \| -------------------- \| \| 2016 \| opgave \| |
| Jaar | Ronde van Lombardije                                                                       |
| 2016 | opgave                                                                                     |

## Ploegen
- 2013 –  Helicopters
- 2014 –  Itera-Katjoesja
- 2016 –  Gazprom-RusVelo
- 2017 –  Gazprom-RusVelo (tot 15-3)
- 2017 –  Lokosphinx (vanaf 15-6)

Akimov · Arslanov · Foliforov · Frolov · Ignatiev · Jatsevitsj · Katyrin · Kosjakov · Kovsj · Manakov · Nikolajev · Pokidov · Ptasjkin · Razoemov · Stasj · Zakarin · Zverkov
Arslanov · Bojev · Firsanov · Foliforov · Jersjov · Jevtoesjenko · Koerbatov · Koestadintsjev · Kolobnev · Majkin · Manakov · Nikolajev · Nytsj · Ovetsjkin · Rybalkin · Savitski · Serov · Sjaloenov · Solomennikov · Stasj · Svesjnikov · Zakarin
Arslanov · Bojev · Broett · Firsanov · Foliforov · Jersjov · Kozontsjoek · Lagoetin · Majkin · Nikolajev · Nytsj · Ovetsjkin · Porsev · Rovny · Rybalkin · Savitski · Sjaloenov · Solomennikov · Svesjnikov · Troesov · Vorobjov · Zakarin · Kobernjak (stagiair) · Koerjanov (stagiair) · Tsjerkasov (stagiair)
Ivsjin · Jevtoesjenko · Samolenkov · Sjilov · Sokolov · Stasj · Strachov · A.Vdovin · S.Vdovin · Zakarin